# Klittjordfly
Klittjordfly, Euxoa lidia, är en fjärilsart som beskrevs av Caspar Stoll 1782. Enligt Catalogue of Life är det vetenskapliga namnet istället Chorizagrotis lidia och Chorizagrotis är enligt Natural History Museum ett undersläkte till Euxoa. Euxoa lidia ingår i släktet Euxoa och familjen nattflyn, Noctuidae.  Två underarter finns listade i Catalogue of Life, Chorizagrotis lidia adumbrata Eversmann, 1842 och Chorizagrotis lidia pamiricola Kozhanchikov, 1937. Flera auktoriteter inklusive Natural History Museum  och svenska Artfakta/Dyntaxa anger adumbrata som egen art. 
Klittjordfly är ännu inte påträffad i Sverige eller Finland, men förekommer i Danmark. Världsutbredringen är svår att överblicka då synen på underarten adumbrata skiftar och dessutom förekommer sammanblandning de två taxa emellan. De uppgifter som finns visar fynd i mellersta Europa i länder som Nederländerna, Belgien, Frankrike, Tyskland och Danmark. Norra USA och mellersta Asien i östra Ryssland, Kina och Sydkorea. Fynd från österuropa, Mongoliet, Japan och vissa fynd i USA som tidigare setts som Euxoa lidia anses nu vara Euxoa adumbrata eller underarten Euxoa lidia adumbrata